# 列奧尼達·托內利
列奧尼達·托內利（義大利語：Leonida Tonelli，1885年4月19日—1946年3月12日）是一名義大利數學家，因創造富比尼定理的變體——托內利定理，以及引入半連續性方法作為變分法中直接法的常用工具而知名。

## 教育
托內利在1907年畢業於博洛尼亞大學，他的博士論文是在切薩雷·阿澤拉的指導下撰寫的。

## 工作
他是現代實變函數理論的創始人之一，他在變分法方面的工作是分析學的一個里程碑。——奧爾加·奧列尼克，(Oleinik 1986，第28頁)
本書作者的父親W·H·楊曾回憶這個問題—我們可以用什麼原理作為變分法的基礎—是由一位年輕的義大利數學家向他提出的。他用這個問題回答：「你能用半連續性嗎？」這位年輕的義大利人是列奧尼達·托內利。半連續性在當時還是一個新概念，只有少數人知道。在托內利的手中，它成了變分法基本新方法中的一個重要工具。——勞倫斯·基朔爾姆·楊，(Young 1969，第153頁)

## 代表出版刊物
- , 1900
- . Zanichelli, Bologna, vol. 1: 1922,[2] vol. 2: 1923
- Tonelli, Leonida. . Bulletin of the American Mathematical Society. 1925, 31 (3–4): 163–172. MR 1561014. doi:10.1090/s0002-9904-1925-04002-1 .
- . Zanichelli, Bologna 1928[3]

## 備註
1. ↑  列奧尼達·托內利在數學譜系計畫的資料。
2. ↑  這段話是逐字報告的，包括對所有引用的數學課題的大寫強調。

## 外部連結
- 約翰·J·奧康納; 埃德蒙·F·羅伯遜, ,  （英语）
- 维基共享资源上的相關多媒體資源：列奧尼達·托內利